# Lutera sumatrana
Lutera sumatrana är en skalbaggsart som beskrevs av Yuiti Wada 1998. Lutera sumatrana ingår i släktet Lutera och familjen Rutelidae. Inga underarter finns listade i Catalogue of Life.